# Cham-Albanere
Cham-Albanere (albansk: Çamë; græsk: Τσάμηδες, Tsamides) er et albansk-talende folkeslag, som tidligere boede i Chameria i den græske del af Epeiros i det vestlige Grækenland. Der nu kun meget få Cham-Albanere i Chameria. Der bor ca. 150 000 i Albanien og ca. 400 000 i andre lande, de fleste i Tyrkiet og USA, og kun 40 000 kristne Cham-Albanere i Grækenland.

## Folkeflytninger 1923
De fleste Cham-Albanere blev forflyttet i 1923 efter den Græsk-tyrkiske krig (1919-1922). I kølvandet på Lausanne-traktaten 1923 indgik Grækenland og Tyrkiet i Lausanne 30. januar 1923 en aftale om folkeudveksling, der indebar at 500 000 muslimer måtte forlade Grækenland, og at 1 500 000 kristne måtte forlade Lilleasien.

## Flugten til Albanien 1944-45
Under 2. verdenskrig samarbejdede Cham-Albanerne med den tyske besættelsesmagt, som lovede dem at Chameria kunne blive indlemmet i Albanien. Samarbejdet førte til modreaktioner fra Grækenland og det skønnes at cirka 25 000 Cham-Albanere måtte flygte til Albanien i 1944-45.

## Krav om at græske ejendomme gives tilbage
Den albanske regering har krævet, at Cham-Albanerne får lov til at vende tilbage til Grækenland og at de kan få deres ejendomme tilbage, men Grækenland har indtil nu ikke været imødekommende. Et krav der også støttes af Partia për Drejtësi, Integrim dhe Unitet (Partiet for Retfærdighed, Integration og Enhed (PDIU)) som ved det albanske parlamentsvalg 2013 fik 4 pladser i parlamentet.